# Демографија Ирана
Иран има 70.049.262 становника по попису из 2006. Готово једна четвртина становништва је млађа од 15 година.

## Религије
Најзаступљенија религија је шиитска верзија ислама са 89% поклоника. То је уједно и службена религија. Пре исламске револуције је било око 100.000 Јевреја, а данас их има између 11.000 и 40.000.
- шиити 89%
- сунити 9%
- зороастрејци, хришћани, Јевреји и бахи 2%

## Етничке групе
Иран је етнички и језично разнолик. У неким градовима, као у Техерану налазе се све етничке групе.
- Персијанци 51%
- Азери 24%
- Гилаки-Мазандарани 8%

- Курди 7%
- Арапи 3%
- Балучи 2%
- Туркмени 2%
- Лури 2%

## Језици
- персијски језик и персијски дијалекти 58%
- турски језици 26%
- курдски језик 9%
- балучи језик 1%
- арапски језик 1%
- други 2%

## Највећи градови у Ирану
|    | Град    | 2005 становништво |
| -- | ------- | ----------------- |
| 1. | Техеран | 8.601.473         |
| 2. | Машад   | 2.307.177         |
| 3. | Исфахан | 1.547.164         |
| 4. | Табриз  | 1.424.641         |
| 5. | Шираз   | 1.279.140         |